# Beverly Wills
Gina Mastrogiacomo (Los Angeles, 1933. június 7.  – Palm Springs, 1963. október 24.), amerikai színésznő. 

## Élete
1933-ban született Beverly Josephine Williams néven Los Angelesben Joan Davis színésznő és komikus, valamint Si Wills színész és író gyermekeként. Wills 11 évesen debütált a filmvásznon George White's Scandals (1945) című filmben, majd három évvel később a Mickey (1948) című film követett. 1952-ben, 18 évesen Wills édesanyjával és Jim Backusszal szerepelt az I Married Joan (1952-55) című televíziós vígjátékban. Valódi édesanyja kisebbik húgát alakította. Miután a sorozat véget ért, Wills már csak négy filmben szerepelt, köztük a Van, aki forrón szereti (1959) és a Vigyázat, feltaláló! (1963) című filmek.
Wills 30 éves kora előtt háromszor ment férjhez. Az első házassága Lee Bamberrel, egy pasadenai tűzoltóval köttetett 1952-ben. Bamber és Wills a nevadai Carson Citybe házasodtak meg. A pár 1953-ban vált el. Később, 1954. július 12-én hozzáment Alan Grossmanhez, akitől két fia született. Wills Grossmantől is elvált, és újra férjhez ment Martin Colberthez, akinek haláláig a felesége volt. 

## Halála
1963. október 24-én Wills meghalt egy lakástűzben nagyanyjával, Nina Davisszel és második házasságából származó mindkét gyermekével, Guy (7 éves) és Larry (4 éves) Grossmannel együtt. A tűz azért keletkezett, mert a 30 éves Wills az ágyban dohányzott. Wills édesanyja, Joan, 1961-ben, 53 évesen, szívrohamban halt meg.

## Filmjei
| Év        | Cím                                        | Szerep              | Megjegyzés                                                         |
| --------- | ------------------------------------------ | ------------------- | ------------------------------------------------------------------ |
| 1938      | Anaesthesia                                | Kislány             | Rövidfilm                                                          |
| 1945      | George White's Scandals                    | Joan                |                                                                    |
| 1948      | Piszkos alku (Raw Deal)                    | Lány                |                                                                    |
| 1948      | Mickey                                     | Cathy Williams      |                                                                    |
| 1952      | Skirts Ahoy!                               | Boots               |                                                                    |
| 1953      | Small Town Girl                            | Deidre              |                                                                    |
| 1953      | The Life of Riley                          | Audrey              | Televíziós sorozat, 1 részben                                      |
| 1953-1955 | I Married Joan                             | Beverly Grossman    | Televíziós sorozat, 5 részben                                      |
| 1954      | The Student Prince                         | Flirt               |                                                                    |
| 1956      | The Millionaire                            | Barbara             | Televíziós sorozat, Epizód: "The Louise Williams Story"            |
| 1956      | The People's Choice                        | Mandy barátnője     | Televíziós sorozat, Epizód: "Sock and the Mayor's Election"        |
| 1957      | Matinee Theater                            |                     | Televíziós sorozat, Epizód:"Out of the Frying Pan"                 |
| 1957      | Tales of Wells Fargo                       | Sissy Stillwell     | Televíziós sorozat, Epizód:: "Man in the Box"                      |
| 1958      | Date with the Angels                       |                     | Televíziós sorozat, Epizód:: "Wheeler at the Cabin"                |
| 1958      | Buckskin                                   | Cassie              | Televíziós sorozat, Epizód: "Lament for Durango"                   |
| 1959      | Van, aki forrón szereti (Some Like It Hot) | Dolores             |                                                                    |
| 1961      | A nők kedvence (The Ladies Man)            | Miss Hipochonder    |                                                                    |
| 1962      | The Tall Man                               |                     | Televíziós sorozat, Epizód: "The Impatient Brides"                 |
| 1963      | Vigyázat, feltaláló! (Son of Flubber)      | Anya a TV-reklámban | magyar hangja: Csere Ágnes                                         |
| 1963      | Vacation Playhouse                         | Clara Boone         | Televíziós sorozat, Epizód: "Hooray for Love"                      |
| 1963      | Petticoat Junction                         | Mrs. Norton         | Televíziós sorozat, Epizód: "Uncle Joe's Replacement"              |
| 1964      | Mister Ed                                  | Judy Price          | Televíziós sorozat, Epizód: "Ed the Shish Kebab", (Utolsó szerepe) |

## Fordítás
Ez a szócikk részben vagy egészben  a   Beverly Wills című angol Wikipédia-szócikk fordításán alapul.  Az eredeti cikk szerkesztőit annak laptörténete sorolja fel. Ez a jelzés csupán a megfogalmazás eredetét és a szerzői jogokat jelzi, nem szolgál a cikkben szereplő információk forrásmegjelöléseként.